# ام‌وی آتل‌تمپلر
ام‌وی آتل‌تمپلر (به انگلیسی: MV Atheltemplar) یک زیردریایی بود که طول آن ۴۷۵ فوت (۱۴۴٫۷۸ متر) بود. این زیردریایی در سال ۱۹۳۰ ساخته شد.